# Faisà de Sumatra
El faisà de Sumatra (Lophura inornata hoogerwerfi) és una espècie d'ocell de la família dels fasiànids (Phasianidae) que habita als boscos densos de les muntanyes del nord de Sumatra. Considerado per alguns autors una espècie de ple dret, altres la consideren una subespècie de Lophura inornata.